# Самухина, Светлана Александровна
Светлана Александровна Самухина (род. 1965 год, Свердловск) — советская спортсменка, российский тренер и судья по пулевой стрельбе из винтовки. Мастер спорта СССР, заслуженный тренер России (2021).

## Биография
Тренерскую карьеру Светлана Самухина начала в конце 1980-х годов.
В настоящее время работает старшим тренером по пулевой стрельбе в МУ СШОР № 3 имени В. И. Русанова города Ярославля.

## Воспитанники
Среди известных воспитанников Светланы Александровны:
- Анастасия Валерьевна Галашина, мастер спорта международного класса, многократный призёр международных соревнований, серебряный призёр Олимпиады в Токио[3][4].
- Дарья Князева, мастер спорта России, победитель Всероссийских соревнований по стрельбе из пневматического оружия[5].
- Тимур Ахмеджанов, мастер спорта, бронзовый призёр чемпионата России[6], бронзовый призёр Кубка мира среди юниоров[7].